# Hérakleónasz bizánci császár
Kicsinyítő képzővel elterjedt nevén Hérakleónasz, eredeti nevén (II.) Hérakleiosz (ógörögül: Ήρακλῶνας, latinul: Heraclianus, Lazica, 626. május 3. – Rodosz, 645?) a Bizánci Birodalom császára néhány hónapig 641-ben. Hérakleiosz és második felesége, Martina fia volt, aki féltestvére, III. Kónsztantinosz társuralkodójaként lépett trónra.

## Élete
626-ban született, és anyja elérte, hogy 638-ban őt is baszileuszi rangra emeljék, azaz Hérakleiosz társcsászára lehessen. Apjuk halála után a két fiút ki is kiáltották császárnak, azonban a 15 éves Hérakleónasz gyűlölt anyját az elhunyt császár végrendeletében foglaltakkal ellentétben nem voltak hajlandóak anyacsászárnőnek elismerni. Martina le is mondott trónigényéről, de a háttérben intrikákat folytatott III. Konstantin és pártja ellen.
Kezére játszott, hogy mostohafia betegségben elhunyt május 25-én, így ő uralkodhatott fia nevében. Azonnal visszatért Hérakleiosz monotheléta valláspolitikájához, amiről pedig már bebizonyosodott, hogy alkalmatlan a monofiziták és az ortodoxok kibékítésére. Így ismét nagy befolyásra tett szert Pürrhosz konstantinápolyi és Kürosz alexandriai pátriárka. Ez utóbbi a muszlim arabok fenyegetése hatására magához ragadta a világi hatalmat Egyiptomban, majd hosszúra nyúlt tárgyalások után átadta nekik a tartományt az év végén. Erről azonban Hérakleónasz már nem uralkodóként szerezhetett tudomást.
Kezdettől fogva mondogatták, hogy valójában Martina mérgeztette meg III. Kónsztantinoszt. Az egyház, a nép és az arisztokrácia is a pátriárka, a császár és anyja ellen fordult, követelve Konstantin kiskorú fia, Kónsztasz társuralkodóvá történő kinevezését. Erre sor is került, miután az örmény Valentinosz Arszakidosz tábornok hadai élén egészen Khalkédónig vonult. Ez azonban már nem mentette meg a trónt: a senatus határozata alapján szeptemberben Hérakleónaszt és Martinát megfosztották hatalmuktól, megcsonkították (Martina a nyelvét, Hérakleónasz pedig az orrát veszítette el, elsőként a bizánci történelemben) és Rhodoszra száműzték őket. További sorsuk ismeretlen.